# 붉은 폭풍
《붉은 폭풍》(영어: Red Storm Rising)은 톰 클랜시의 1986년 전쟁 소설이다. 냉전 말엽을 배경으로 미국을 주축으로 한 NATO와 소련의 재래식 전면전을 묘사하고 있다.

## 줄거리
이슬람 극단주의자의 자살 테러로 인해 소비에트 연방의 대규모 석유 콤비나트가 파괴되면서, 소련 수뇌부는 석유를 확보하기 위해 걸프만 일대를 점령하고 이를 위해 NATO를 제압하려는 유럽에서의 전면전을 계획한다. 전단을 만들기 위해 KGB가 크렘린에 폭탄 테러를 일으켜 정치국원의 자녀들을 살해하고, 이를 독일의 공작으로 위장한다.
연일 여론 선동을 하면서 독일에 대한 확전 분위기를 이끌고, 병력 훈련을 강화하는 등 전쟁으로 상황이 몰려가게 된다. 그러나 우연한 교통사고로 소련의 계획이 나토 국가에 노출되고, 그 결과 소련의 공격이 개시되지만 소련군은 제공권을 제압하지 못하고 주요 교통로를 차단당하면서 소련의 진격이 지연된다.
한편, 대서양에서는 소련군이 화물선을 개조한 수송선을 사용하여 아이슬란드에 상륙, GIUK 라인을 단절시키는 데 성공한다. 이를 통해 소련은 탄도탄 잠수함의 호위용 잠수함까지 총동원한 대서양 통상파괴전을 전개하게 된다. 그리고 이를 막기 위해 투입된 미군의 항모전단을 기만작전과 Tu-22 백파이어를 통한 항공공습을 통해 제압하는 데 성공한다.
그러나 대서양에서 성공에도 불구하고, 독일에서의 지상전이 교착상태에 빠지면서 소련군은 비축연료를 거의 소비해 버린다. 설상가상으로 폭격으로 지휘부가 날아가면서 혼란은 가중되게 되며, 이를 대체하기 위해 알렉세예프 장군이 지휘권을 행사하게 된다. 천신만고 끝에 간신히 알펠트에 최후의 돌파구를 마련하지만, 결국 소련군은 전선돌파에 실패하고 만다.
한편 태평양함대의 전개와, 잠수함 발사 토마호크로 백파이어 기지 공습에 성공하면서 대서양의 제해권을 회복하기 시작한 나토군은 아이슬란드를 탈환, 여기서 포로의 정보로 소련군의 유류사정을 파악하게 된다. 이후 유럽 전선의 폭격 목표를 유류 보급망에 집중하면서 소련군은 점차 힘이 빠지게 된다.
이 상황을 타개하기 위해 소련 정치국은 전술핵 사용을 의제로 올리기에 이르고, 이를 위한 참고인으로 알렉세예프 장군이 소환된다. 이 지경에 이른 상황을 타개하기 위해 온건파 세르게토프 장관과 권력을 잃을 것을 두려워한 KGB의장 코소프가 알렉세예프 장군을 끌어들여 쿠데타를 일으켜 정권을 장악한다
그러고 나서 알렉세예프는 다시 전선으로 복귀, 나토의 반격이 개시되기 직전에 나토군과 휴전협상을 벌여 전쟁을 마친다.

## 같이 보기
- 라인강까지 7일